# Charles Pierre Claret de Fleurieu
Pour les articles homonymes, voir Claret et Fleurieu.
Charles-Pierre Claret, comte de Fleurieu, est un explorateur, hydrographe et personnalité politique français, né le 2 juillet 1738 à Lyon et mort le 18 août 1810 à Paris. Il est notamment ministre de la Marine sous Louis XVI, membre de l'Institut de France.
Il est le frère du botaniste Marc Claret de La Tourrette.

## Biographie
Charles Pierre Claret de Fleurieu a pour père Jacques Annibal Claret de La Tourrette. Il est le dernier fils d'une famille de neuf enfants. La famille Claret de Fleurieu a été anoblie par fonction à Lyon, en 1689, elle est inscrite à l' ANF depuis 1955. Il est, selon l'usage du temps, destiné à l'état ecclésiastique ; mais ayant montré de bonne heure de grandes dispositions pour les mathématiques, ses professeurs lui laissèrent prendre une direction qui résultait évidemment d'une vocation toute particulière.
À quatorze ans, il entre dans la marine.
Sartine déclarait à son sujet : « Il a l'intelligence la plus vaste et la plus élevée que j'aie pu découvrir parmi les marins de l'époque ».

### Sous l'Ancien Régime
Engagé en tant que garde-marine à la compagnie de Toulon dès l'âge de 13 ans, le 31 octobre 1755, il participe aux campagnes de la guerre de Sept Ans qui se termine en 1763, et prend ainsi part aux combats de Mahon, de Lagos, et des Sablettes ; ils lui valent successivement les grades de brigadier à la compagnie des gardes de la marine, et d'enseigne de vaisseau,.
Nommé le 1er juillet 1765 enseigne de port, il est envoyé le 27 du mois à Paris pour étudier l'horlogerie de marine, concurremment avec le célèbre horloger Ferdinand Berthoud. Fleurieu s'adjoint à cet effet Alexandre Guy Pingré, astronome.
Cette entreprise, que protège Choiseul, connait un plein succès. Ces horloges marines qu'il perfectionne avec Ferdinand Berthoud pour les expérimenter ensuite, sont l'objet de luttes sourdes avec Le Roy, horloger du roi. Finalement la confiance est accordée à Charles Pierre et Berthoud. Cette tâche constitue aussi un enjeu politique et scientifique majeur dans la course aux connaissances maritimes engagée avec l'Angleterre.
C'est donc à Fleurieu que l'on doit les premières montres marines fabriquées en France : les essais antérieurs de Julien Le Roy n'avaient produit que des instruments imparfaits. Fleurieu lui-même en fait l'épreuve à bord de la frégate l'Isis qu'il commande pendant le voyage entrepris à ce dessein, par ordre de Louis XV, de l'automne 1768 au 11 octobre 1769.
Lors d'une campagne en mer d'une année, il peut tester la première montre marine à secondes inventée pour faciliter le calcul des longitudes. La montre pratiquement invariable indique l'heure d'après le moment du départ du bateau, comme s'il était resté à quai. Connaissant ensuite par l'astronomie l'heure réelle sur le bateau, on peut facilement déterminer sur la carte la position exacte du navire et sa longitude. Le résultat de ses observations est publié en 1773 sous le titre Voyage fait par ordre du roi, pour éprouver les horloges marines. On peut citer également parmi ses œuvres majeures le Neptune du Nord ou encore l'Atlas du Cattegat et de la Baltique dont la rédaction lui prend 25 ans.
Nommé lieutenant de vaisseau le 1er octobre 1773, puis inspecteur en second des cartes et plans de la marine, il est promu inspecteur adjoint de l'académie de marine le 15 mai 1776. Présenté au roi, il est nommé capitaine de vaisseau le 5 décembre 1776 et aussitôt après directeur des ports et arsenaux en novembre 1776, fonction créée en sa faveur par Louis XVI. Cette fonction consistait à gérer tout le matériel, les travaux et surtout le mouvement de la flotte. Charles-Pierre occupe ce poste pendant quinze ans.
C'est de cette place qu'il dirige presque tous les plans d'opérations navales de la guerre de 1778 à 1783 contre l'Angleterre, comme ceux de toutes les campagnes de découvertes, telle celle de La Pérouse. Il fait aussi les plans de la guerre d'indépendance des États-Unis,.

### Sous la Révolution
Nommé par le roi ministre de la Marine et des Colonies le 26 octobre 1790, il souhaite, ainsi que le Roi, séparer la Marine des colonies, mais l'Assemblée est d'un avis contraire et il démissionne le 15 avril 1791. Il est alors nommé gouverneur du Dauphin le 18 avril 1792,,. Sa présence aux Tuileries le 10 août 1792, où il était resté soutenir le roi, passe inaperçue,.
Il a 54 ans lorsqu'il épouse en 1792 Aglaé-Françoise des Lacs d'Arcambal, dont il aura trois enfants, un fils mort jeune et deux filles, dont Madame Urguet de Saint Ouën assurera la descendance (avec sa fille unique, la marquise des Réaulx, et ses deux petites-filles, la comtesse de Felcourt et la comtesse de Launay).
Fleurieu est arrêté une première fois le 7 septembre 1793 pendant la Terreur. Il est incarcéré dans la prison des Madelonnettes, rue des Fontaines-du-Temple. Son hôtel de la rue Taitbout est mis sous scellés. Cette arrestation par le Comité de sûreté générale est sans doute la conséquence d’une lettre envoyée par Louis XVI à l'Assemblée Nationale et publiée le 19 avril 1791 dans Le Moniteur universel.
Dans cette lettre élogieuse, Louis XVI fait une première demande de nomination de Claret de Fleurieu comme gouverneur du Dauphin. Des gravures ont aussi été offertes par Louis XVI et le Dauphin à Fleurieu, au moment où il était au Temple.
Fleurieu est rapidement relâché faute de preuves. En effet, la loi des suspects autorisant les arrestations préventives n'était pas encore effective. Le 7 décembre 1793, les comités révolutionnaires, mobilisés par la déclaration officielle de la Terreur le 5 septembre 1793, ne disposent pas encore de support juridique.
Fleurieu est assigné à résidence avec sa femme rue Taitbout. Le 21 avril 1794, les révolutionnaires reviennent l’arrêter avec sa femme munis d’un décret d'arrestation du comité. Ils se rendent alors compte qu'il y a erreur sur la personne, le mandat d'arrêt concernant le neveu de Charles-Pierre : Jean-Jacques de Fleurieu. Les révolutionnaires envoient jusque dans l'Ain chercher Jean-Jacques mais ne l'ayant pas trouvé, ils reviennent rue Taitbout. Jean-Jacques Fleurieu restant introuvable, le 6 mai 1794, un ordre d'arrestation en bonne et due forme est établi contre Charles-Pierre. Fleurieu et sa femme Aglaé, enceinte de deux mois, sont placés à la maison d'arrêt de la section révolutionnaire des piques.
Fleurieu est encore en prison trois mois après le 9 thermidor. Le 27 septembre 1793, il écrit un mémoire pour obtenir sa libération, texte retrouvé chez des révolutionnaires. Son affaire est mise en délibéré le 13 octobre 1794 et le couple relâché une semaine plus tard.
Il devient membre du Bureau des longitudes et de l'Institut en 1795. En 1797 (an V) il est élu député (en fait membre de la Chambre haute, équivalent des actuels sénateurs français) au Conseil des Anciens sous le nom de Claret-Fleurieu. Il y reste deux mois avant d'en être exclu par le coup d'État du 18 fructidor an V (4 septembre 1797).

### Sous le Consulat et l'Empire
Il devint membre du Conseil d'État le 24 décembre 1799. Le 30 septembre 1800, il signe un traité d'amitié et de commerce entre la France et les États-Unis à Morfontaine, avec Joseph Bonaparte. Il porte à cette occasion le titre de ministre plénipotentiaire,.
Conseiller d'État le 4 nivôse an VIII, il préside la section de la Marine (an IX-1805) et assure à plusieurs reprises entre 1803 et 1804, l'intérim de la Marine. Il est nommé intendant général de la maison de l'Empereur en date juillet 1804, et intendant général de la liste civile impériale le 10 juillet 1804.
Le 24 juillet 1805, il est élu membre du Sénat et nommé grand-officier de la Légion d'honneur. Le 1er août 1805, il est nommé gouverneur du palais des Tuileries et du Louvre, le 8 septembre 1805 il prête serment à l'Empereur.
Le 2 février 1806 il est l'un des sept sénateurs élus qui devaient entrer dans la composition du conseil d'administration du Sénat pour l'année. Il est nommé conseiller d'État à vie en 1808.
En 1808 il devient comte de l'Empire. Le 7 septembre, Napoléon lui donne mission d'enquêter sur la défaite de Trafalgar.
Il meurt le 18 août 1810 d'une hémorragie cérébrale foudroyante, quelques secondes après avoir embrassé ses deux filles. 
En récompense de ses services, Napoléon Ier l'honore de funérailles nationales et demande son transfert au Panthéon.

## Publications
- Mémoires sur la construction des navires, 1763.
- Histoire générale des navigations de tous les peuples.
- Examen critique d'un mémoire publié par Mr Leroy, horloger du roi, sur l'épreuve des horloges propres à déterminer les longitudes en mer, et sur les principes de leur construction, Londres et Paris.
- Voyage entrepris en 1768 et 1769 pour éprouver en.. les horloges marines (2 vols., Paris, 1773).
- Une carte du grand Océan Atlantique est publiée en 1776.
- Découvertes des Français en 1768 et 1769 dans le sud-est de la Nouvelle-Guinée, et reconnaissance postérieure des mêmes terres par des navigateurs anglais qui leur ont imposé de nouveaux noms ; précédées de l'abrégé historique des navigations et des découvertes des Espagnols dans les mêmes parages, Paris, 1790, avec 12 cartes.
- Longitude exacte des divers points des Antilles, et de l'Amérique du Nord (1773).
- Les Antilles, leur flore et faune (1774).
- Le Neptune Américo-septentrional, 1780.
- Découvertes des Français dans le Sud Est de la Nouvelle-Guinée en 1768 et 1769, Paris, 1790.
- Précis de l'affaire relative à la dénonciation de Fleurieu, ministre de la marine, par un commis de la marine, Paris, 1791.
- Voyage autour du monde par Étienne Marchand, précédé d'une introduction historique ; auquel on a joint des recherches sur les terres australes de Drake, et un examen critique de voyage de Roggeween, avec cartes et figures, Paris, ans VI-VIII, 4 vol.
- Le Neptune des mers du Nord, 1794.
- Histoire des aventuriers espagnols, qui conquérirent (sic) l'Amérique (1800).
- Sous sa direction, rédaction par Rigobert Bonne du Neptune américo-septentrional, 1778-1780, et par Philippe Buache du Neptune du Cattégat et de la Baltique, 65 f., 1809.
- Il a aussi révisé la traduction de 1775 par Jean-Nicolas Démeunier du Voyage de Phipps au pôle boréal, et rédigé les Notes géographiques et historiques imprimées en tête du voyage de La Pérouse.
- Il est mort avant d'achever son Histoire générale des Navigations.

On lui doit aussi la rédaction du Voyage autour du monde, pendant les années 1790, 1791, et 1792 par Étienne Marchand, an VI (1798).

## Hommages
Afin de lui rendre hommage, on a donné son nom à :
- la péninsule au sud d'Adélaïde en Australie[26] ;
- une île située à l'extrémité Nord-Ouest de la Tasmanie, découverte en 1798 par Matthew Flinders, puis explorée par Louis Claude de Saulces de Freycinet.

## Titres
- Comte de Fleurieu et de l'Empire (lettres patentes du 26 avril 1808, Bayonne)[27].

## Distinctions
- Grand officier de la Légion d'honneur (25 prairial an XII : 14 juin 1804)[4] ; légionnaire du 9 vendémiaire an XII (2 octobre 1803)[4] ;
- Chevalier de l'ordre royal et militaire de Saint-Louis (1775).
- Chevalier de l’ordre de Malte (portrait).

## Armoiries
| Figure | Blasonnement |
|        | Armes des Claret de La Tourrette et de Fleurieu d'argent à la bande d'azur chargé d'un soleil d'or. Supportsdeux aigles, au naturel. |
|        | Armes du comte de Fleurieu et de l'Empire Coupé, le premier parti d'azur au signe des comtes sénateurs et d'azur au soleil rayonnant d'or, accosté à sénestre en pointe d'un croissant versé d'argent, les pointes vers le canton, le deuxième de sinople au compas ouvert d'argent, les pointes dirigées à sénestre (vers le centre des astres) ; franc-quartier des comtes sénateurs,. OuCoupé d'azur et de sinople ; sur l'azur, soleil d'or ; lune d'argent ; sur le sinople compas d'argent pointe tournée vers le centre des astres. Livréesles couleurs de l'écu, le vert en bordure seulement. |